# Sjösås socken
Sjösås socken i Småland ingick i Uppvidinge härad i Värend, ingår sedan 1971 i Växjö kommun och motsvarar från 2016 Sjösås distrikt i Kronobergs län.
Socknens areal är 86,31 kvadratkilometer, varav land 67,11. År 2000 fanns här 2 016 invånare. Tätorten Braås samt kyrkbyn Viås med sockenkyrkan Sjösås nya kyrka ligger i socknen. Även Sjösås gamla kyrka finns här. 

## Administrativ historik
Sjösås socken har medeltida ursprung.
Vid kommunreformen 1862 övergick socknens ansvar för de kyrkliga frågorna till Sjösås församling och för de borgerliga frågorna till Sjösås landskommun.  Denna senare inkorporerades 1952 i Braås landskommun som sedan 1971 uppgick i Växjö kommun. Sjösås församling utökades 2010.
1 januari 2016 inrättades distriktet Sjösås, med samma omfattning som församlingen hade 1999/2000.  
Socknen har tillhört samma fögderier och domsagor som Uppvidinge härad. De indelta soldaterna tillhörde 
Smålands grenadjärkår, Östra härads kompani, Kalmar regemente och Smålands husarregemente, Växjö kompani.

## Geografi
Sjösås socken ligger mellan sjöarna Örken, Norrsjön och Madkroken i Mörrumsåns övre lopp som i norr når upp till 312 meter över havet. Socknen är länets mest kuperade trakt och består av skogsbygd.

## Fornminnen
Sex hällkistor, några rösen från bronsåldern och två järnåldersgravfält. På en ö i Örken finns rester av en medeltida borg.

## Namnet
Namnet (1322 Siorsaas), taget från den tidigare kyrkbyn, har föreslagit betyda åsen vid sjön.

## Historiska personer från Sjösås socken
- Johan Claesson Banér (1659–1736), generallöjtnant
- Reinhold Charpentier (1817–1886), landshövding
- Fredrik Johan Cederschiöld (1774–1846), filosof, präst
- Pehr Gustaf Cederschjöld (1782–1848), läkare, professor, politisk skriftställare
- Gustaf Ek (1884–1962), blindpedagog
- Johan Alfred Göth (1869-1952), författare
- Nils Persson i Ringstorp (1798–1871), riksdagsman, talman i bondeståndet
- Erik Petersson i Alvesta (1902–1982), riksdagsman
- Frans Schartau (1828–1881), godsägare och riksdagsman
- Pehr Sjöbring (1819–1900), biskop
- Peder Sparre (1592–1647), friherre, riksråd
- Haquinus Wisingh (1664–1715), präst på Visingsö

### Fotnoter
1. 1 2 3  Svensk Uppslagsbok andra upplagan 1947–1955: Sjösås socken
2. 1 2  Harlén, Hans; Harlén Eivy (2003). Sverige från A till Ö: geografisk-historisk uppslagsbok. Stockholm: Kommentus. Libris 9337075. ISBN 91-7345-139-8
3. ↑  Administrativ historik för Sjösås socken (Klicka på församlingsposten). Källa: Nationella arkivdatabasen, Riksarkivet.
4. 1 2  Sjögren, Otto (1931). Sverige geografisk beskrivning del 2 Östergötlands, Jönköpings, Kronobergs, Kalmar och Gotlands län. Stockholm: Wahlström & Widstrand. Libris 9939
5. 1 2 3  Nationalencyklopedin
6. ↑  Fornlämningar, Statens historiska museum: Sjösås socken
7. ↑  Fornminnesregistret, Riksantikvarieämbetet: Sjösås socken Fornminnen i socknen erhålls på kartan genom att skriva in sockennamn (utan "socken") i "Ange geografiskt område"